# Rozet-Saint-Albin
 Rozet-Saint-Albin  es una población y comuna francesa, en la región de Picardía, departamento de Aisne, en el distrito de Château-Thierry y cantón de Neuilly-Saint-Front.

## Demografía
| 307 | 273 | 272 | 240 | 276 | 292 |
| Para los censos de 1962 a 1999 la población legal corresponde a la población sin duplicidades (Fuente: INSEE [Consultar]) |     |     |     |     |     |